# Bitburger

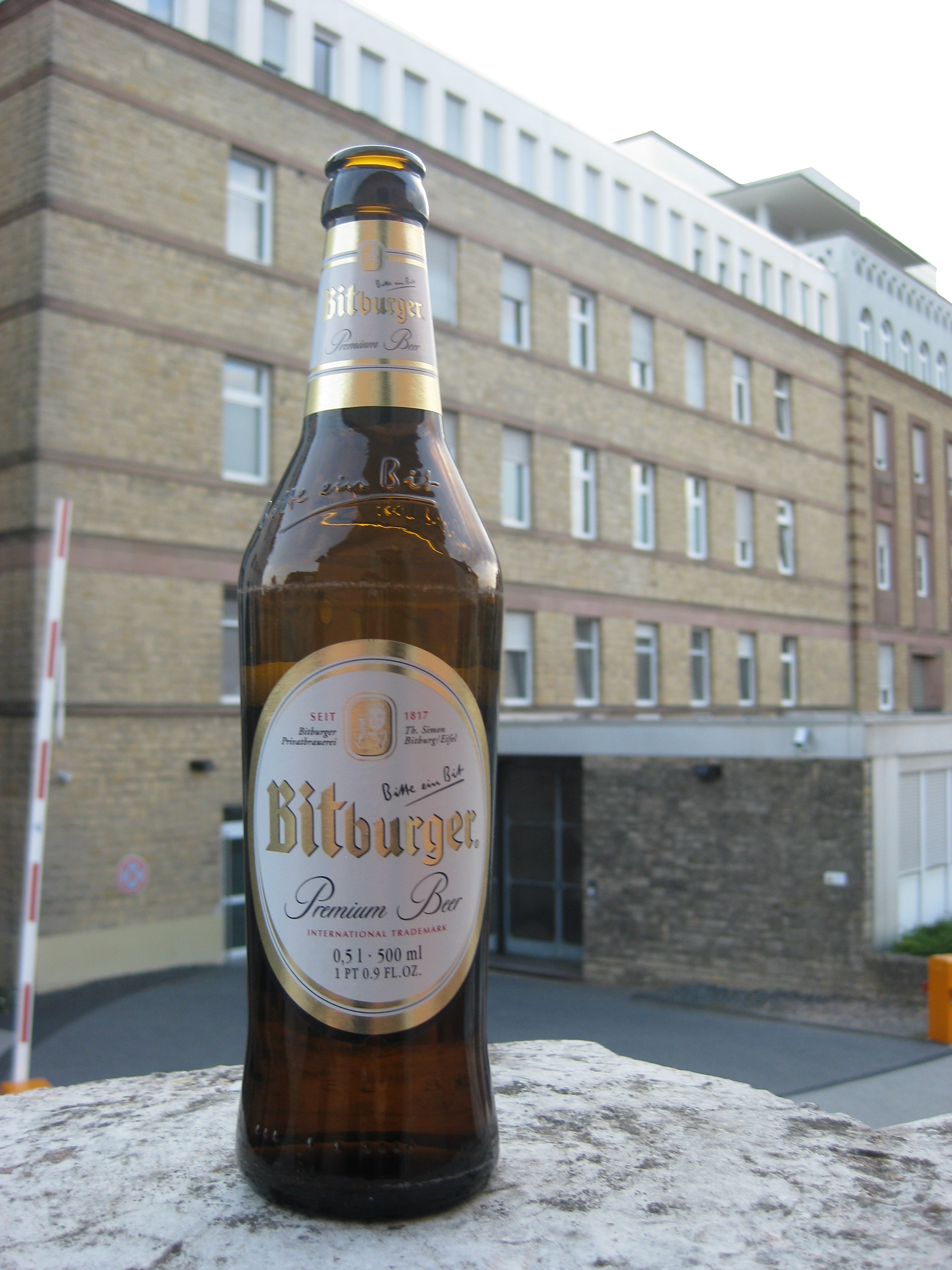
Bitburger Premium Pils

Bitburger (Bitburger Brauerei Th. Simon GmbH) is een brouwerij uit (en vernoemd naar) Bitburg in het Bitburger Gutland te Duitsland.
De brouwerij werd in 1817 door Johann Peter Wallenborn opgericht. Het is een van de grotere brouwerijen van Duitsland. Haar leus is Bitte ein Bit.

## Assortiment
- Bitburger Premium Pils
- Bitburger Radler
- Bitburger Cola
- Bitburger Light
- Bitburger Maibock
- Bitburger Winterbock
- Bitburger 0,0% alkoholfreies Pils
- Bitburger 0,0% Radler Alkoholfrei
- Bitburger 0,0% Apfel Alkoholfrei
- Kandi Malz
- Fassbrause Zitrone
- Fassbrause Rhabarber

## Rechtszaak tegen Bud
Op 19 oktober 2006 verloor Bitburger bij het Hof van Justitie van de Europese Gemeenschappen ("Europese Hof van Justitie") in Luxemburg een zaak die het had aangespannen tegen de Amerikaanse bierfabrikant Budweiser. Met het argument dat Bud te veel op Bit leek, probeerde Bitburger de Amerikaanse concurrent uit Europa te weren. Het Hof vond Bud en Bit echter niet hetzelfde en Budweiser mocht zijn bier inclusief logo's en de naam Bud op de Europese markt brengen.